# Луї Містраль
Луї Містраль (фр. Louis Mistral, 4 серпня 1900, Париж — 13 липня 1973, Суем) — французький футболіст, що грав на позиції півзахисника за низку французьких клубних команд і національну збірну Франції.

## Клубна кар'єра
У дорослому футболі дебютував 1918 року виступами за команду «Клуб Франсе», в якій провів один сезон. 
Своєю грою за цю команду привернув увагу представників тренерського штабу клубу «Ред Стар», до складу якого приєднався 1919 року. Відіграв за паризьку команду наступний сезон своєї ігрової кар'єри.
1921 року став гравцем паризького «Олімпіка», у складі якого провів наступні три роки своєї кар'єри гравця. 
Завершував ігрову кар'єру протягом 1928–1929 років виступами за «Монпельє».

## Виступи за збірну
1920 року дебютував в офіційних матчах у складі національної збірної Франції. Протягом наступних п'яти років провів у її формі 5 матчів.
Помер 13 липня 1973 року на 73-му році життя в Суемі.